# 谢尔盖·帕夫洛夫
谢尔盖·帕夫洛维奇·帕夫洛夫（俄语：Сергей Павлович Павлов，1929年—1993年），前苏联政治人物，外交官。苏联共青团中央委员会第一书记。苏联部长会议体育运动委员会主席。

## 生平
1929年1月19日出生于勒熱夫。苏德战争期间，在立陶宛一家军事医院担任邮递员。1946年毕业于勒熱夫农业技术和电气化学院。
1954年4月加入苏联共产党。1955年至1958年，先后担任苏联共青团莫斯科市委第二书记、第一书记。1958年6月进入共青团中央委员会。1959年3月当选苏联共青团中央委员会第一书记。1961年、1966年当选苏联共产党中央委员会委员。1968年6月转任苏联部长会议体育运动委员会主席。1971年在苏共二十四大当选中央审计委员会委员。
他率领苏联代表团参加了1968年，1972年，1976年，1980年奥运会。1983年至1990年先后担任苏联驻蒙古、缅甸特命全权大使。
1989年退休。1993年10月7日在莫斯科去世。

## 轶闻
1966年3月，帕夫洛夫作为共青团第一书记，写信邀请中国共产主义青年团参加苏联共青团中央委员会第十五次代表大会。遭到了中国方面的抵制。